# Мост Даљинар
Мост Даљинар је један од мостова преко Врњачке реке на шеталишту у Врњачкој Бањи, подигнут 1932. године. Налази се испред ресторана Србија, сред алеје липа, које је засадио чувени председник општине Војвода Луне, крајем двадесетих година XX века.
- Изглед моста са источне обале.
- Информациона табла.

## Прича о мосту
Према причању врњачког свештеника Саве Петровића, који се бавио прикупљањем докумената о старим Врњцима, познати бањски конобар Недељко Неђа Илић се могао често видети на овом мосту како око себе окупља госте па им прича колика је удаљеност до великих светских метропола. Чика Неђа је знао тачну километражу до готово сваког великог светског града, а његова казивања су посебно била интересантна деци, која су се увек окупљала у великом броју и са пажњом га слушала. У жељи да се сачува сећање на Илића, овај мост је назван “Даљинар”.

## Обележја
На мосту су у оквиру акције обележавања занимљивих локација у Врњачкој Бањи постављене 2015. године табле на којима је тачна удаљеност до појединих светских метропола, као и информације о години градње моста и Неђи Илићу. Према таблама мост "даљинар" је од Москве удаљен 2.395 километара, од Мадрида 2.767, а од Лондона 2.223 километра. Од моста у центру Врњачке Бање до Париза има 1.956 километара, до Амстердама 1.900, Рима 1.467, Берлина 1.428, Прага 1.071 километар. Грчка престоница Атина удаљена је 978, а Беч 786 километара.